# Chou Kishin Zenki, Raigou Sei Rin!
Chou Kishin Zenki, Raigou Shourin! (超鬼神ZENKI,来迎聖臨!) é um single de Hironobu Kageyama e Mitsuko Horie. Foi lançado em 19 de agosto de 1995 pela Nippon Columbia e possui quatro faixas.

## Produção
O single possui duas músicas. A faixa-título foi composta para ser a segunda abertura do anime Zenki. Já a outra faixa, "Ai wa Mugen ~Chiaki, Ai no Theme~", é uma image song.
A composição das músicas ficou por conta de Gouji Tsuno, que já trabalhou na trilha de diversos animes e séries de tokusatsu, incluindo Choujin Sentai Jetman e músicas da franquia Bakusō Kyōdai Let's & Go. Já o letrista Reo Rinozuka esteve envolvido em trilhas de vários animes.

## Legado
Kageyama incluiu a canção "Chou Kishin Zenki, Raigou Sei Rin!" em seus álbuns Mixture; Hironobu Kageyama 20th Anniversary Eternity; e Kage chan Pack ~Kimi to Boku no Daikoushin~.
Ambas as faixas estão presentes em inúmeros álbuns da franquia Zenki, como Kishin Douji ZENKI Character Song Collection Taose! Jashin Karma!! e Kishin Douji ZENKI Best Selection Vajra!!.

## Recepção
O site NetLab, da ITMedia, organizou um ranking das melhores músicas de Kageyama por votação popular, e "Chou Kishin Zenki, Raigou Sei Rin!" ficou na 21ª colocação.

## Faixas
| N.º            | Título                                                        | Letras         | Música           | Arranjo           | Duração |  |
| 1.             | "Chou Kishin Zenki, Raigou Shourin!" (voz: Hironobu Kageyama) | Reo Rinozuka   | Gouji Tsuno      | G. Tsuno          | 4:51    |  |
| 2.             | "Ai wa Mugen ~Chiaki, Ai no Theme~" (voz: Mitsuko Horie)      | Masako Arikawa | Ritsuko Miyajima | Motoyoshi Iwasaki | 4:50    |  |
| 3.             | "Chou Kishin Zenki, Raigou Shourin! (Original Karaoke])"      | instrumental   | G. Tsuno         | G. Tsuno          | 4:52    |  |
| 4.             | "Ai wa Mugen ~Chiaki, Ai no Theme~ (Original Karaoke])"       | instrumental   | R. Miyajima      | M. Iwasaki        | 4:51    |  |
| Duração total: | Duração total:                                                | Duração total: | Duração total:   | Duração total:    | 19:25   |  |